# Osiedle Lecha
Osiedle Lecha – osiedle mieszkaniowe, a zarazem jednostka obszarowa Systemu Informacji Miejskiej (SIM), wchodząca w skład większej jednostki obszarowej Chartowo, położone na terenie jednostki pomocniczej Osiedle Chartowo, w Poznaniu. Położone jest obok osiedli Rusa, Czecha, Tysiąclecia i ograniczone ulicami Chartowo, Wiatraczna, Inflancka.

## Toponimia
Nazwa osiedla powstała od imienia Lecha, legendarnego protoplasty Polaków, założyciela państwa Polan.
Lech był bratem Czecha i Rusa, od których imion pochodzą nazwy sąsiednich osiedli.

## Historia
Dnia 13 marca 1974 roku rozpoczęto budowę jednostki mieszkaniowej Osiedle Lecha, pod roboczą nazwą D. Uzbrojenie terenu wykonało Poznańskie Przedsiębiorstwo Robót Inżynieryjnych "Hydrobudowa-9" (sieci wodociągowo-kanalizacyjne i drenażowe) oraz Wojewódzkie Przedsiębiorstwo Robót Wodociągowo-Kanalizacyjnych (sieć gazowa). W okresie przed budową stacji redukcyjnej gazu na Osiedlu Czecha w roku 1976, Osiedle Lecha i Czecha zasilane były z sieci niskoprężnej doprowadzonej z Dolnego Tarasu Rataj.
Planowano budowę 10 budynków 5-kondygnacyjnych, 2 budynków 11-kondygnacyjnych, 3 budynków 16-kondygnacyjnych - wszystko o łącznej powierzchni użytkowej mieszkań 125 979m², 2567 mieszkaniach i 8873 izbach dla około 9200 mieszkańców. W tym zakresie inwestycję zrealizowano w całości.
Realizacja zadań budowy wyglądała następująco:
| numer roboczy budynku | numer adresowy | liczba kondygnacji | początek budowy | ukończono | mieszkań / wejście | wejść | mieszkań / kondygnację | razem mieszkań | uwagi                                                                            |
| --------------------- | -------------- | ------------------ | --------------- | --------- | ------------------ | ----- | ---------------------- | -------------- | -------------------------------------------------------------------------------- |
| 1                     | 110-119        | 5                  |                 | 1975      | 10                 | 10    | 2                      | 100            |                                                                                  |
| 2                     | 98-109         | 5                  |                 | 1976      | 10                 | 12    | 2                      | 120            | W 1975 roku oddano 1/6 bloku - nr 108-109, w 1976 roku dobudowano nr 98-107      |
| 3                     | 90-97          | 5                  |                 | 1975      | 10                 | 8     | 2                      | 80             |                                                                                  |
| 4                     | 80-89          | 5                  |                 | 1975      | 10                 | 10    | 2                      | 100            |                                                                                  |
| 5                     | 67-78          | 5                  | 1974            | 1975      | 10                 | 12    | 2                      | 120            |                                                                                  |
| 6                     | 57-66          | 5                  | 1974            | 1975      | 10                 | 10    | 2                      | 100            |                                                                                  |
| 7                     | 45-56          | 5                  | 1974            | 1975      | 10                 | 12    | 2                      | 120            |                                                                                  |
| 8                     | 31-36          | 5                  | 1974            |           | 10                 | 6     | 2                      | 60             | W budynku znajdowało się zaplecze Poznańskiego Przedsiębiorstwa Budowlanego Nr 2 |
| 9                     | 21-30          | 5                  | 1974            | 1975      | 10                 | 10    | 2                      | 100            |                                                                                  |
| 10                    | 2-13           | 5                  | 13 marca 1974   | 1975      | 10                 | 12    | 2                      | 120            | Pierwszy budowany blok na Osiedlu Lecha                                          |
| 11                    | 15-20          | 11                 | 1974            | 1976      | 77                 | 6     | 7                      | 462            |                                                                                  |
| 12                    | 122-129        | 11                 |                 | 1977      | 77                 | 8     | 7                      | 616            | Lecha 122 - koncentrator wyniesiony CSAD centrali ul. Piłsudskiego (TP S.A.)     |
| 13                    | 39             | 16                 |                 |           | 128                | 1     | 8                      | 128            |                                                                                  |
| 14                    | 40             | 16                 |                 |           | 128                | 1     | 8                      | 128            |                                                                                  |
| 15                    | 42             | 16                 |                 |           | 128                | 1     | 8                      | 128            |                                                                                  |
| 16                    | 37             | 2                  |                 | 1977      |                    |       |                        |                | Szkoła Podstawowa nr 51                                                          |
| 17                    |                | 3                  |                 |           |                    |       |                        |                | nie zrealizowano; projektowana szkoła podstawowa satelitarna                     |
| 18                    |                |                    |                 |           |                    |       |                        |                | nie zrealizowano; projektowane przedszkole; brak wskazania na mapach             |
| 19                    | 79             | 2                  |                 | 1976      |                    |       |                        |                | Przedszkole Nr 6 w wersji wielkoblokowej "Rataje-76"                             |
| 20                    | 14             | 2                  |                 | 1976      |                    |       |                        |                | Przedszkole Nr 53 w wersji wielkoblokowej "Rataje-76"                            |
| 21                    | (38)           | 2                  |                 |           |                    |       |                        |                | nie zrealizowano; projektowane przedszkole                                       |
| 22                    | (41)           | 2                  |                 |           |                    |       |                        |                | nie zrealizowano; projektowany żłobek                                            |
| 23                    |                |                    |                 |           |                    |       |                        |                | nie zrealizowano; projektowany żłobek; brak wskazania na mapach                  |
| 24a                   | 121            | 1                  | 1977            |           |                    |       |                        |                | ośrodek handlowo-usługowy                                                        |
| 24b                   | 121            | 2                  |                 |           |                    |       |                        |                | ośrodek handlowo-usługowy                                                        |
| 24c                   | 120            |                    |                 |           |                    |       |                        |                | ośrodek handlowo-usługowy; budynek powstały na skutek zmian planów zadania nr 24 |
| 25                    | 43             | 2                  | 1977            |           |                    |       |                        |                | ośrodek handlowo-usługowy; "Orle Gniazdo"                                        |
|                       |                |                    |                 |           |                    |       |                        |                | Niezrealizowane garaże podziemne (10368m²)                                       |
|                       |                |                    |                 |           |                    |       |                        |                | Niezrealizowany parking dwupoziomowy I                                           |
|                       |                |                    |                 |           |                    |       |                        |                | Niezrealizowany parking dwupoziomowy II                                          |
|                       |                |                    |                 |           |                    |       |                        |                | Stacja obsługi (720m²)                                                           |
|                       |                |                    |                 |           |                    |       |                        |                | Warsztat remontowo-konserwacyjny (183m²)                                         |
|                       | 44             |                    |                 |           |                    |       |                        |                | kościół Parafii pw Chrystusa Najwyższego Kapłana                                 |
| plan                  | plan           | plan               | plan            | plan      | plan               | plan  | plan                   | 2567           |                                                                                  |
| RAZEM                 | RAZEM          | RAZEM              | RAZEM           | RAZEM     | RAZEM              | RAZEM | RAZEM                  | 2482           |                                                                                  |

Budowę Osiedla Lecha relacjonowała Kronika Miasta Poznania w ramach Kroniki budowy Nowej Dzielnicy Mieszkaniowej "Rataje" (do sprawozdania z roku 1977)
.
30 sierpnia 1984, w wyniku zwarcia instalacji elektrycznej, spłonęło przejście podziemne na osiedlu.

## Edukacja
Na osiedlu znajduje się:
- Niepubliczne Liceum Ogólnokształcące dla dorosłych Scholar (Osiedle Lecha 37)
- Szkoła Podstawowa nr 51 im. Bronisława Szwarca (Osiedle Lecha 37)
- Przedszkole Nr 6 "Polne Kwiatki" (Osiedle Lecha 79)
- Przedszkole Nr 53 "Koszałka Opałka" (Osiedle Lecha 14)

## Ośrodki kulturalne
- Dom kultury "Orle Gniazdo" (Osiedle Lecha 43)

## Kościół
- Na osiedlu znajduje się kościół rzymskokatolicki Parafii pw Chrystusa Najwyższego Kapłana (Osiedle Lecha 44)

## Obiekty

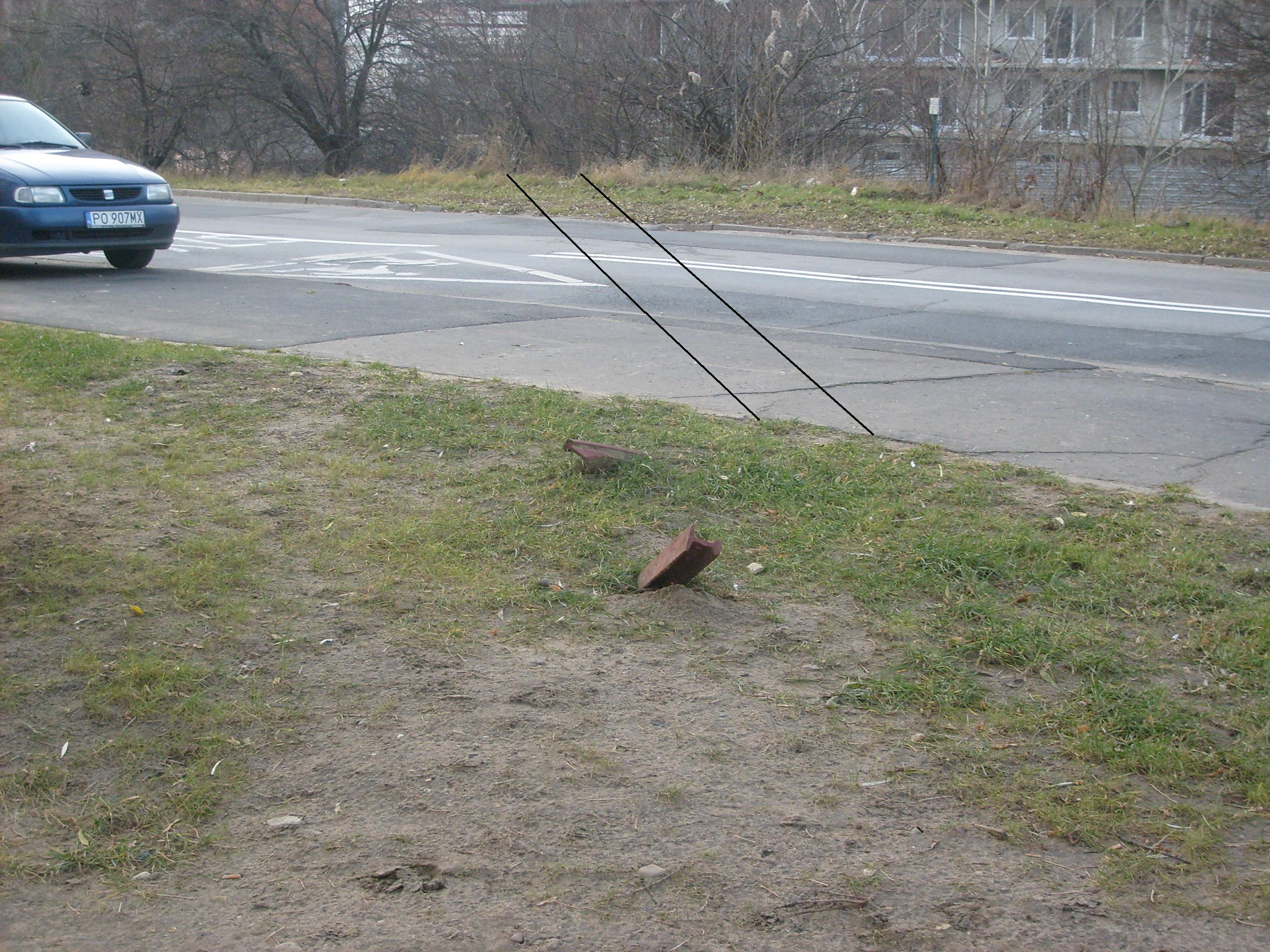
szyny kolejowe przecinające ul. Inflancką (przebieg zaznaczony), na powierzchni widoczne zakończenie szyn

- Na terenie między blokiem Lecha 15-20 (południowa część bloku) a Szkołą Podstawową nr 51 (Lecha 37) w latach 80. XX wieku znajdował się niewielki zbiornik wodny. Obecnie są to tereny zielone.
- W ulicy Inflanckiej przed zakrętem na wysokości bloku 15-20 (północna część bloku) w asfalcie (w poprzek ulicy) zatopione są szyny kolei wąskotorowej (600 mm). Jest to pozostałość po budowie osiedli na Ratajach. Materiały budowlane (wielka płyta) transportowano wagonami kolei normalnotorowej (bocznica ŚKP) do os. Lecha, tam przeładowywano je na wagony kolei wąskotorowej które dojeżdżały bezpośrednio do budowanych bloków[4].
- Pod osiedlem wzdłuż ulicy Chartowo biegnie skanalizowana rzeka Piaśnica.
- Na terenie osiedla przy ulicy Wiatracznej w okolicach przejścia podziemnego, tunelu Lecha, przebiegającego pod ul. Bolesława Krzywoustego (tzw. "Trasa Katowicka") znajdował się cmentarz parafialny i kaplica cmentarna, służąca także jako kościół (lata 1939-1973, pozostałością są zachowane drzewa (park między ul. Bolesława Krzywoustego i ul. Wiatraczną).
- Na osiedlu znajduje się zespół 5 rzeźb plenerowych, ustawionych w latach 1979-1981.

## Inne
- Filia nr 51 Biblioteki Raczyńskich.
- Osiedle oznaczone jest Pocztowymi Numerami Adresowymi: 61-280, 61-293, 61-294, 61-295, 61-296, 61-297, 61-298, 61-299.

## Komunikacja
Osiedle Lecha posiada połączenia komunikacyjne autobusowe linii dziennych: 154, 162, 166, 181, 196, 431, 432, 435, 501, 502, 503, 511, 512, 560, 561 i nocnych: 212, 220, 222 oraz tramwajowe linii: 1, 3, 16, 17, 18 i nocne 201 i 202.

## Galeria

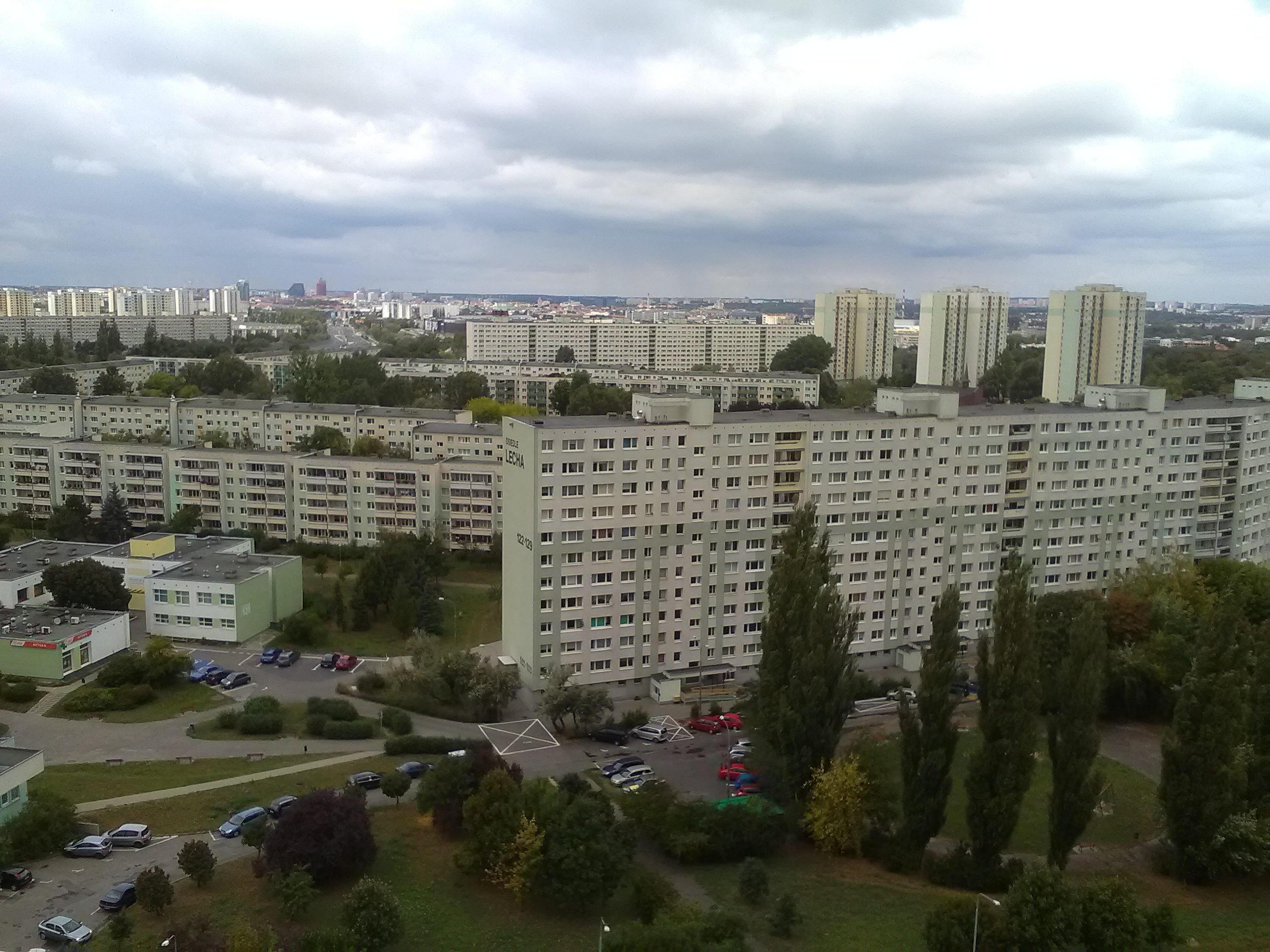
Osiedle Lecha, widok z osiedla Czecha (sierpień 2018)
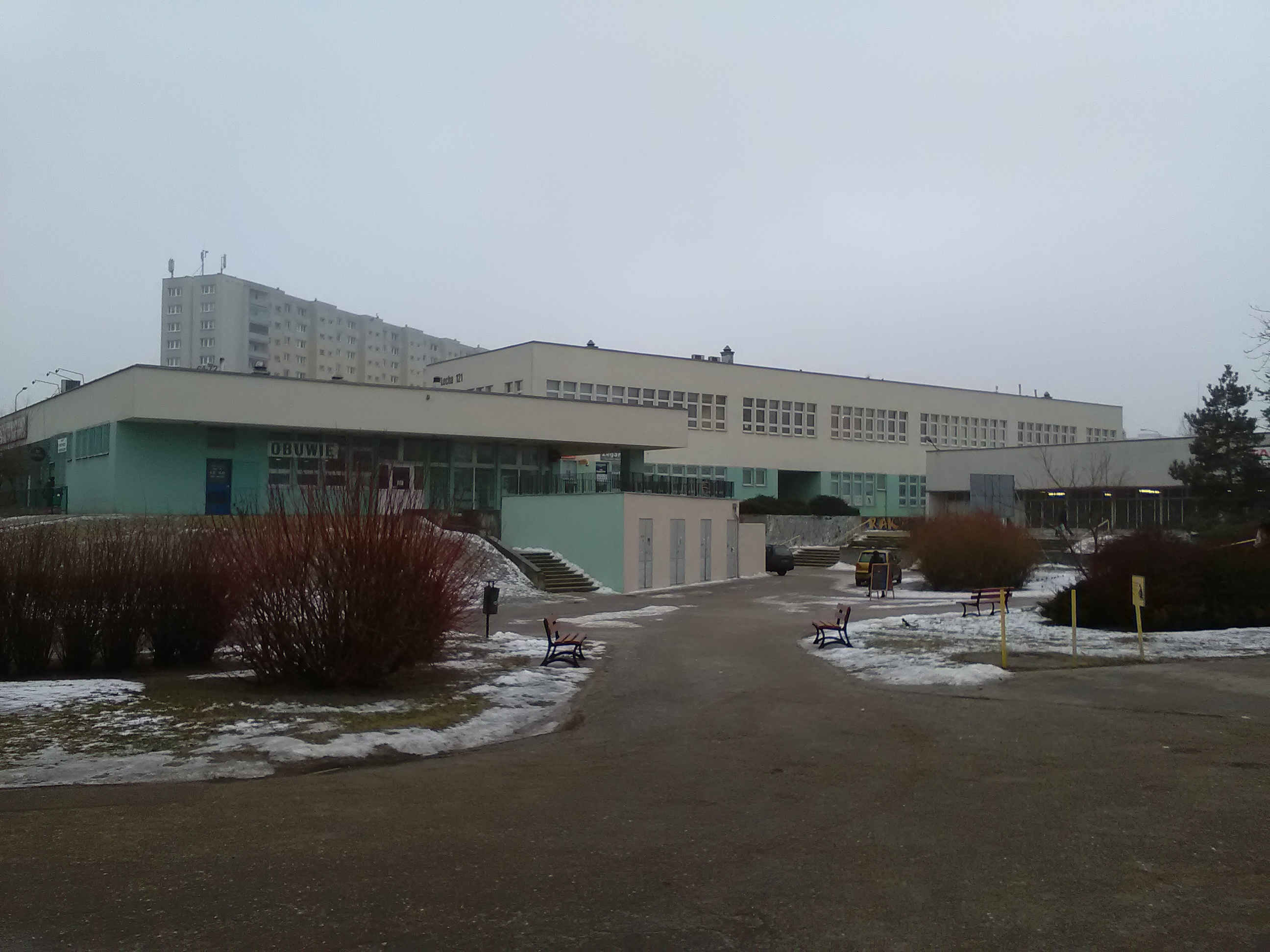
Pawilon handlowo-usługowy przy ulicy Chartowo (styczeń 2017)
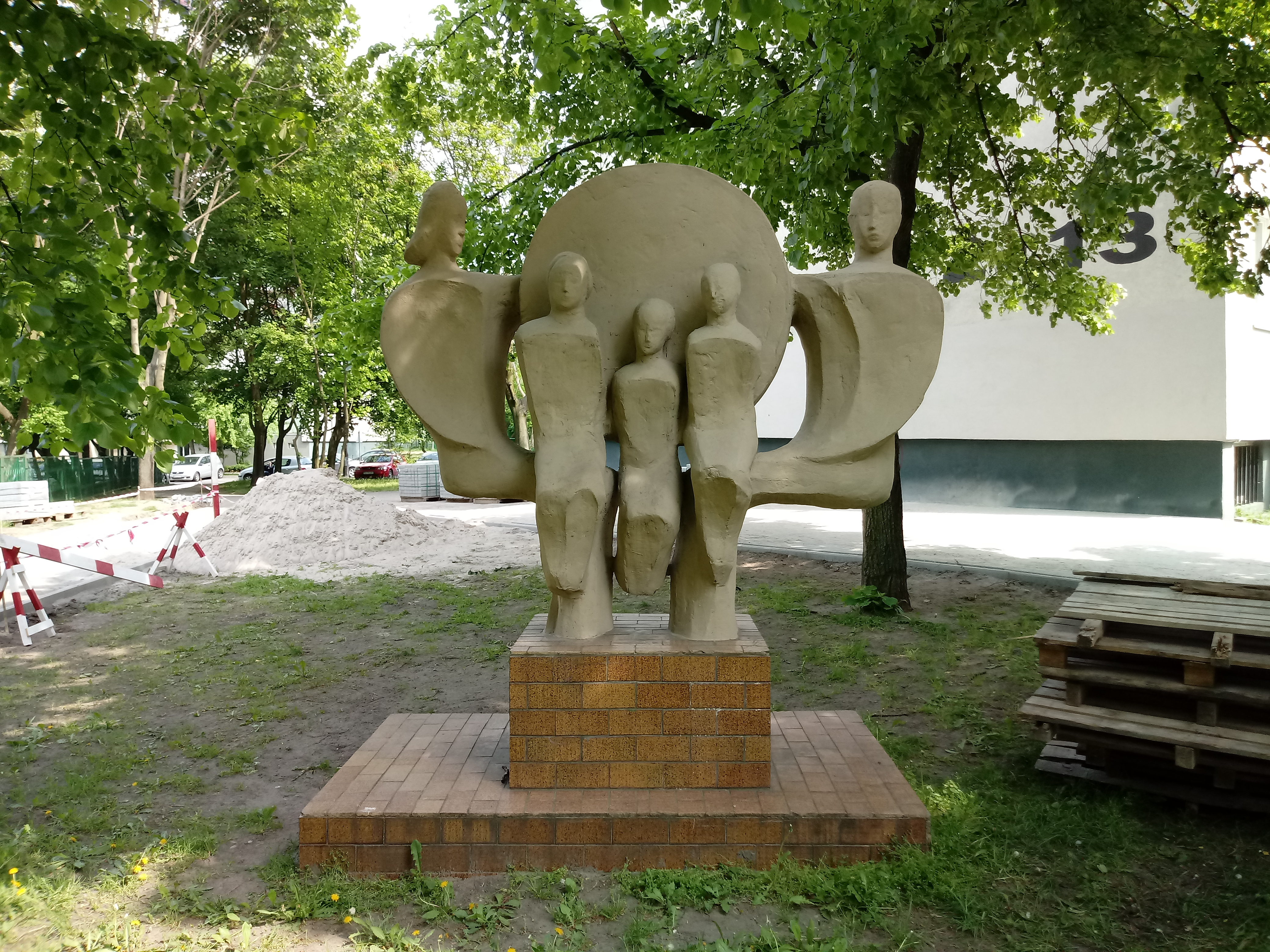
Rzeźba plenerowa "Rodzina" autorstwa Heleny Ertel-Jakubowskiej postawiona w 1981
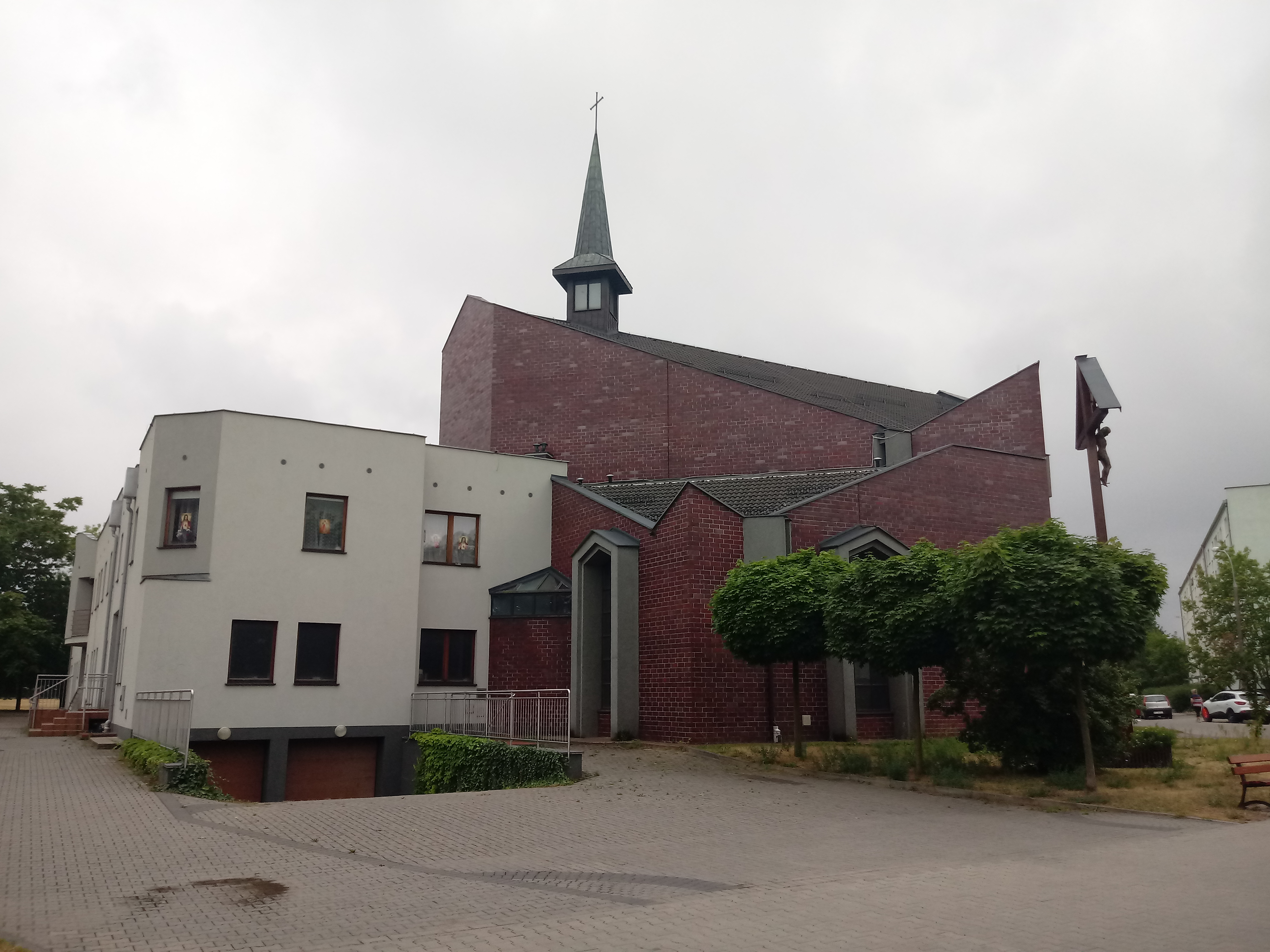
Kościół parafialny pw. Chrystusa Najwyższego Kapłana (czerwiec 2018)